# Церква Святого Архистратига Михаїла (Дубівці, ПЦУ)
Церква Церква Святого Архистратига Михаїла в Дубівцях — парафія і храм православної громади Тернопільського деканату Тернопільсько-Бучацької єпархії Православної церкви України в селі Дубівцях Байковецької громади Тернопільського району Тернопільської области.

## Історія церкви
Мурована церква була збудована в 1906 році замість давньої дерев'яної церкви, яка існувала вже в [1832].
У [1832—1842] роках парафія і храм належали до Тернопільського деканату, [1843—1944] — Збаразького. Була самостійною парафією протягом [1832—1842] років, філіальна церква Стегниківців [1843—1918], а потім у [1924] році вона значилась окремо, але обслуговував її священник зі Стегниківців. У 1934 році виведена в самостійну асистентуру.
1939 року художник Андрій Наконечний написав картину «Церква в Дубівцях».
У 2016 році церква відзначила своє 110-річчя.

## Парохи
- о. Іларій Сніжинський [1832],
- о. Іван Боратинський [1836—1842],
- о. Михайло Ресетукса (1934—[1939], адміністратор),
- о. Михайло Якимів [1944],
- о. Андрій Яцюк — нині.